# Goliardo Gelardi
José Gelardi, conosciuto anche come Giuseppe Goliardo Gelardi o Giuseppe Gelardi (San Paolo, 9 maggio 1906 – San Paolo, 22 maggio 1983), è stato un calciatore brasiliano, di ruolo centrocampista.

## Caratteristiche tecniche
Centrocampista in possesso di buone doti tecniche, era abile nel dribbling ed era dotato di un discreto senso della posizione, ma difettava nel contribuire alla fase offensiva.

## Carriera

### Club
Goliardo, figlio degli immigrati italiani Nicola Gelardi e Lucia Rampani, arriva al Palestra Itália nel 1928: viene schierato da titolare nel ruolo di mediano sinistro. Del club brasiliano divenne uno degli elementi più importanti: gioca, nella stagione 1932, l'incontro decisivo per il campionato statale; forma una solida seconda linea con i compagni Pepe e Serafini e ottiene anche la fascia di capitano. Nella stagione di Serie A 1933-1934 approda al Napoli, giocando una partita in massima serie e varie con la squadra B. Giunse insieme al connazionale Gaetano Ragusa e ad altri due giocatori del Palestra Italia; nel Napoli trova poco spazio, e non viene considerato utile alla squadra: così, la stagione successiva passa al Padova, dove rimane tre stagioni dal 1934 al 1937 collezionando in totale 65 presenze e 5 gol in Serie B e Serie C. Tornato in Brasile nell'estate del 1937, nella stagione 1938-1939 gioca per la Palestra Itália (oggi Palmeiras).

### Nazionali
Goliardo giocò la sua unica partita ufficiale con la Nazionale il 6 settembre 1931 contro l'Uruguay. L'incontro si tenne all'Estádio das Laranjeiras a Rio de Janeiro. In precedenza, Goliardo aveva partecipato a una amichevole non ufficiale contro il club uruguaiano del Rampla Juniors il 4 febbraio 1929.

## Palmarès

### Club

#### Competizioni nazionali
- Campionato paulista: 2

Palestra Itália: 1932, 1933
- Campionato italiano Serie C: 1

Padova: 1936-1937